# The Double (film, 2013)
 (mai 2016).
Si vous disposez d'ouvrages ou d'articles de référence ou si vous connaissez des sites web de qualité traitant du thème abordé ici, merci de compléter l'article en donnant les références utiles à sa vérifiabilité et en les liant à la section « Notes et références ».
Pour les articles homonymes, voir Double.
Pour plus de détails, voir Fiche technique et Distribution.
The Double est un film fantastique britannique coécrit et réalisé par Richard Ayoade sorti en 2013.
Il s'agit de l'adaptation du roman Le Double de Fiodor Dostoïevski.

## Synopsis
Comme dans le roman de Dostoïevski, le personnage principal voit sa vie bouleversée par l'apparition soudaine d'un double de lui-même.
Dans un monde bureaucratique à la 1984 version Brazil, Simon James, timide et angoissé, est un employé modèle mais que personne ne remarque. Il est confronté à son sosie, James Simon, qui le manipule et le pousse dans une détresse psychologique.

## Fiche technique
- Titre original : The Double
- Réalisation : Richard Ayoade

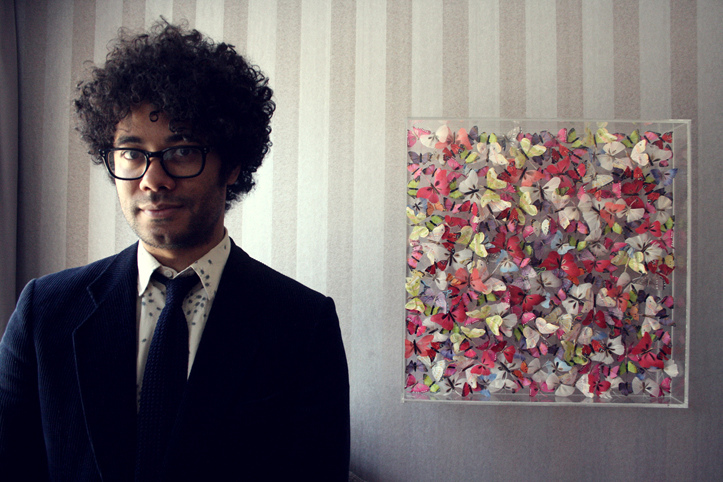
Richard Ayoade, le réalisateur

- Scénario : Richard Ayoade et Avi Korine, d'après Le Double de Fiodor Dostoïevski
- Direction artistique : David Crank
- Décors : Denis Schnegg
- Costumes : Jacqueline Durran
- Photographie : Erik Wilson
- Son : Martin Beresford
- Montage : Nick Fenton et Chris Dickens
- Musique : Andrew Hewitt
- Production : Amina Dasmal et Robin C. Fox
- Sociétés de production : Alcove Entertainment (en), Attercop Productions, British Film Institute (BFI), Film4 Productions
- Sociétés de distribution : StudioCanal (Royaume-Uni), Mars Distribution (France)
- Pays de production :  Royaume-Uni
- Langue originale : anglais
- Format : couleur — 35 mm — 2,35:1 — son Dolby numérique
- Genre : comédie noire et fantastique
- Durée : 93 minutes
- Dates de sortie :
  - Canada : septembre 2013 (festival international du film de Toronto 2013)
  - Royaume-Uni : 4 avril 2014
  - France : 13 août 2014

## Distribution

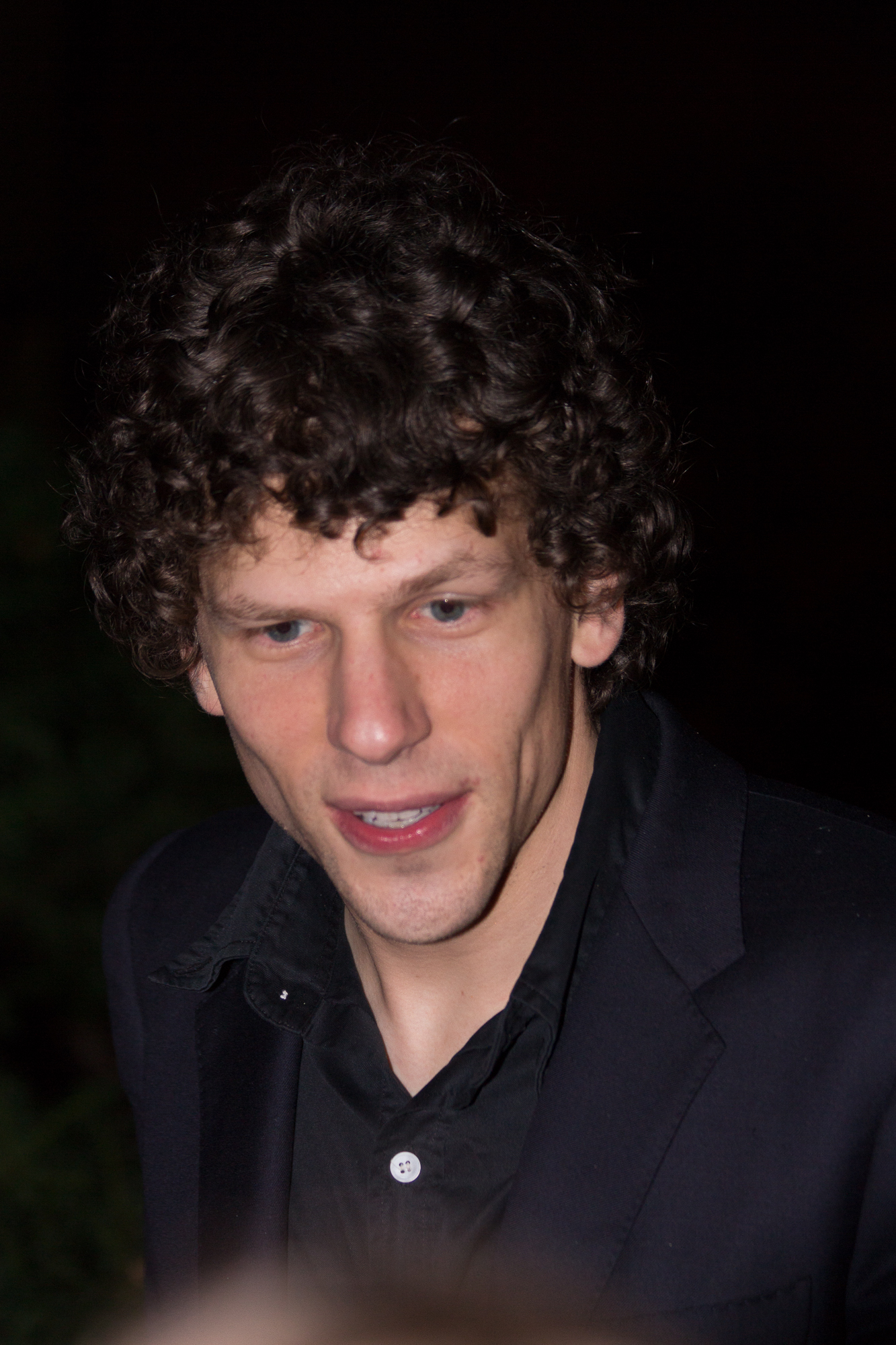
Jesse Eisenberg lors de la présentation du film au Festival international du film de Toronto 2013.

- Jesse Eisenberg (VFB : Karim Barras) : Simon James/James Simon
- Mia Wasikowska (VFB : Séverine Cayron) : Hannah
- Wallace Shawn (VFB : Michel de Warzée) : M. Papadopoulos
- Noah Taylor (VFB : Philippe Résimont) : Harris
- Yasmin Paige (VFB : Claire Tefnin) : Melanie Papadopoulos
- James Fox : le Colonel
- Cathy Moriarty : Kiki
- Phyllis Somerville : Mrs. James
- Kobna Holdbrook-Smith : le gard
- Tony Rohr : Rudolph
- Susan Blommaert : Liz
- Sally Hawkins : la réceptionniste
- Saul Williams : l'agent de sécurité
- J Mascis : le concierge
- Christopher Morris : l'officiel
- Chris O'Dowd : l'infirmier
- Craig Roberts : le jeune inspecteur
- Kierston Wareing : Funeral Date
- Paddy Considine : Jack as PT Kommander
- Gemma Chan : la juge
- Rade Serbedzija : le vieil homme

## Distinctions

### Récompenses
- 2014 : Grand prix long métrage au festival Hallucinations collectives.

### Nominations
- Festival du film de Londres 2013 : sélection officielle
- British Independent Film Awards 2013 : meilleure actrice dans un second rôle pour Mia Wasikowska
- Festival du film de Sundance 2014 : sélection « Spotlight »